# Raya del Bubo
La Raya del Bubo (o Ratlla del Bubo en valenciano) es una fractura geológica de unos cien metros de longitud situada en la vertiente sureste de la sierra de Crevillente (Alicante, España), a unos 400 m s. n. m., que se caracteriza por su apariencia de corte profundo o raya vertical en la ladera. En el abrigo de la raya se encuentra un notable yacimiento arqueológico, que es objeto de excavaciones desde 1984. Entre sus hallazgos destaca una hoguera de 17.000 años de antigüedad, lo que confirmaría la presencia de ocupaciones humanas solutrenses en la sierra de Crevillente durante el Paleolítico Superior. La Raya del Bubo es, además, una zona habitual para la práctica de senderismo y escalada.